# Montserrat del Toro López
Montserrat del Toro López és una jurista catalana, lletrada de l'Administració de Justícia del Jutjat d'Instrucció número 13 de Barcelona, que és el jutjat que sota la direcció de Juan Antonio Ramírez Sunyer va instruir la causa contra el procés.
El 20 de setembre del 2017 va formar part de la comissió judicial enviada pel Jutjat número 13 de Barcelona a la seu del Departament d'Economia i Hisenda de la Generalitat de Catalunya a la recerca de proves de la comissió de suposats delictes. Unes 40.000 persones es van manifestar en protesta per la investigació davant de l'edifici. La manifestació va durar 16 hores, i en el seu transcurs es varen destrossar tres cotxes de la Guàrdia Civil, i es van robar materials antiavalots que van ser ràpida però parcialment restituïts, i l'acusat Jordi Cuixart va pronunciar la frase «marxaran d'aquí quan nosaltres ho diguem», però matisa tot seguit que «però els hi [sic] hem garantit que podrien marxar», a més d'instar la gent a deixar pas a la comitiva judicial, raons per les quals alguns mitjans han considerat la manifestació un assetjament. En considerar ella i els guàrdies civils que la custodiaven que la seva seguretat física estava en risc es va decidir al voltant de la mitjanit que abandonés l'edifici passant del terrat del Departament a un teatre que hi ha al costat, i sortir al carrer custodiada per vuit mossos d'esquadra vestits de paisà fins que va pujar a un cotxe policial camuflat. Amb aquest fet es convertí en el màxim exponent del suposat assetjament patit per la comissió judicial enviada pel Jutjat 13 de Barcelona a la seu del Departament.
El juny del 2018 l'advocat de Mercè Martínez Martos, funcionària d'Economia i imputada per l'organització del referèndum de l'1-O, en va demanar la recusació adduint que és seguidora de diverses pàgines de Facebook com ara Unidad Nacional Española (Unitat Nacional Espanyola), Leridanos contra la Independencia (Lleidatans contra la Independència) i el partit polític Ciutadans. La recusació no va prosperar.
Va declarar com a testimoni al judici al procés independentista català, i ho va fer amb restriccions d'imatge, com també Xavier Muro, de manera que no es van mostrar les seves imatges per televisió durant el judici. En el cas de Del Toro, el jutge Pablo Llarena va acceptar que fos testimoni protegit no fos cas que patís assetjament. En la declaració va afirmar que va tenir por, que es va sentir intimidada per la multitud i que es va plantejar sortir amb helicòpter. El seu testimoni juntament amb els dels guàrdies civils que van participar al registre d'Economia, són considerats claus per la Fiscalia.
L'octubre de 2019, pocs dies abans que es fes pública la sentència del procés, la Guàrdia Civil va condecorar del Toro, una testimoni clau en el judici esmentat, i que va acabar amb dures condemnes per alguns membres del govern de Carles Puigdemont amb una medalla al mèrit amb distintiu blanc. Del Toro havia estat una de les testimonis durant el judici del procés.
El gener de 2024, el President de la Generalitat de Catalunya Pere Aragonès demanà la recusació de del Toro arran del cas Pegasus, que investigava l’espionatge del CNI al telèfon mòbil del president. En l'escrit, l'advocat d'Aragonès acusava del Toro de greus irregularitats en la gestió de l’expedient, com ara fer desaparèixer de les actuacions un informe pericial informàtic molt important per la defensa del President que no constava en l’expedient fins que arran d'una denúncia de l’advocat del president del Toro va localitzar-lo gairebé un any més tard; o com ara ocultar la seva identitat en la documentació al no signar amb el seu nom i cognom.